# Rudolf Henneberg
Rudolf Friedrich August Henneberg, född 13 september 1825, död 14 september 1876, var en tysk målare.
Hennberg valde gärna upprört romantiska motiv för sina målningar (Den vilde jägaren, Jakten efter lyckan och liknande). I stora väggmålningar med vaxfärger har han skildrat scener ur fransk-tyska kriget.